# بيدفورد سي إف
بيدفورد سي إف هي سيارة نقل تم تجميعها في لوتن في المملكة المتحدة بواسطة شركة بيدفورد لتحل محل سيارة بيدفورد سي إيه التي توقف إنتاجها عام 1969، أنتجت السيارة في عام 1969 وتوقف إنتاجها في عام 1988.